# Новосёловка (Славяносербский район)
Новосёловка (укр. Новоселівка) — село, относится к Славяносербскому району Луганской области Украины. Де факто — с 2014 года населённый пункт контролируется самопровозглашённой Луганской Народной Республикой.

## География
Село расположено на левом берегу реки Лугани.
Соседние населённые пункты: сёла Говоруха, Замостье, Красный Луч на юго-западе, Суходол и Новодачное на западе (все пять выше по течению Лугани), Долгое на северо-западе, Жёлтое на севере, Сабовка, город Александровск, посёлок Тепличное (все три ниже по течению Лугани) на востоке, сёла Гаевое и Весёлая Тарасовка на юге.

## Общие сведения
Занимает площадь 0,276 км². Почтовый индекс — 93735. Телефонный код — 6473. Код КОАТУУ — 4424582206.

## Население
Население по переписи 2001 года составляло 36 человек.

## Местный совет
93734, Луганская обл., Славяносербский р-н, с. Жёлтое, ул. Ленина, 2а.